# Chemistry World
Chemistry World, abgekürzt Chem. World-UK, ist eine wissenschaftliche Fachzeitschrift, die von der britischen Royal Society of Chemistry monatlich veröffentlicht wird. Das Journal befasst sich mit aktuellen Ereignissen in der Welt der Chemie, darunter Forschung, internationale Wirtschaftsnachrichten und Regierungspolitik (mit Auswirken auf das Forschungsfeld Chemie) sowie mit den neuesten Anwendungen in der chemischen Industrie.
Nach den Journal Citation Reports hat die Zeitschrift 2011 einen Impact Factor von 0,159 und liegt damit auf Platz 146 von 154 Zeitschriften in der Kategorie „Chemistry, Multidisciplinary“.

## Geschichte
1965 vereinbarten zwei britische Chemieinstitutionen, die Chemical Society und das Royal Institute of Chemistry, ihre Hauptpublikationen „Proceedings of the Chemical Society“ und das „Journal of the Royal Institute of Chemistry“ zusammenzulegen. Die Zeitschrift erschien ursprünglich seit 1965 unter dem Namen „Chemistry in Britain“, im Januar 2004 erhielt sie ihren heutigen Titel. Der Verlag begründete die Änderung damit, dass man „dem internationalen Charakter des Fachs Rechnung tragen wollte“.
Herausgeber ist Adam Brownsell, als Chefredakteur fungiert Philip Robinson (Stand Juni 2025).